# Idaea productata
Idaea productata är en fjärilsart som beskrevs av Alpheus Spring Packard 1876. Idaea productata ingår i släktet Idaea och familjen mätare. Inga underarter finns listade i Catalogue of Life.